# Buca (Izmir)

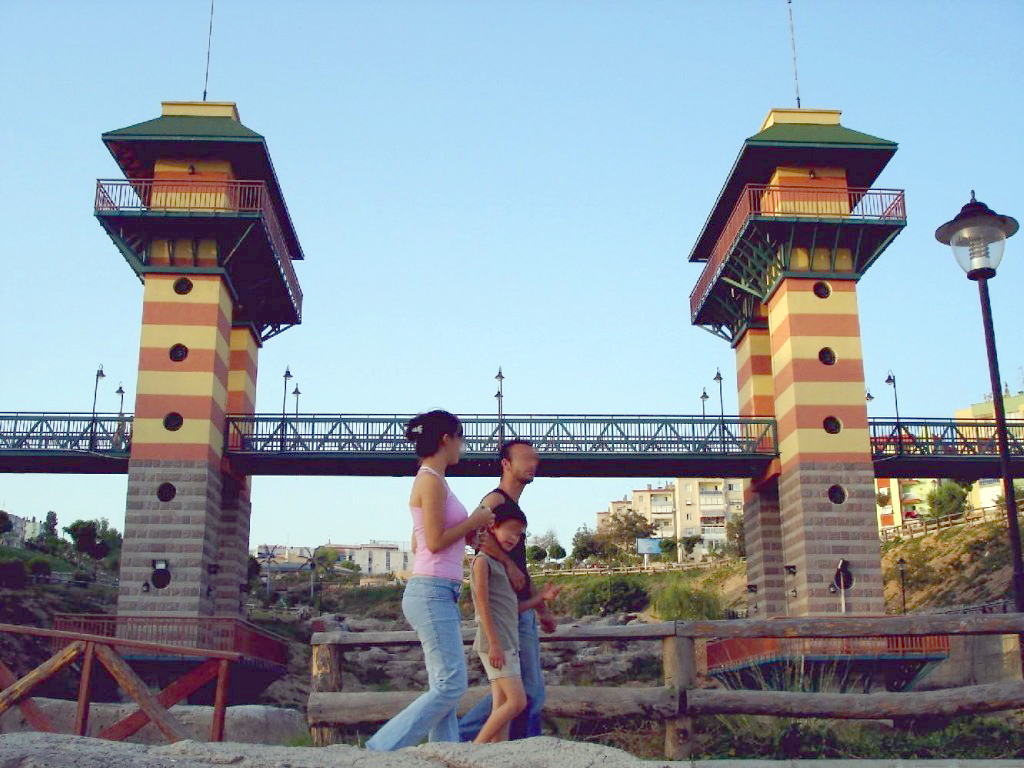
Fußgängerbrücke im Yedigöller-Park

Buca ist eine Stadtgemeinde (Belediye) im gleichnamigen Ilçe (Landkreis) der Provinz Izmir in der türkischen Ägäisregion und gleichzeitig ein Stadtbezirk der 1984 gebildeten Büyükşehir belediyesi İzmir (Großstadtgemeinde/Metropolprovinz). Seit der Gebietsreform ab 2013 ist die Gemeinde flächen- und einwohnermäßig identisch mit dem Landkreis.
Buca liegt südöstlich des Stadtzentrums von Izmir. Der Landkreis/Stadtbezirk grenzt im Westen an Karabağlar, im Südwesten an Gaziemir, im Süden an Menderes und Torbalı, im Osten an Kemalpaşa und im Norden an Konak und Bornova.

## Verwaltung
Durch das Gesetz Nr. 3392 wurden im Jahre 1987 vier neue Kreise in der Provinz Izmir gebildet: Beydağ, Buca, Konak und Menderes. Der Kreis Buca entstand aus allen vier Dörfern (Köy) des gleichnamigen Bucaks des zentralen Landkreises (Merkez Ilçe) der Provinzhauptstadt Izmir. Zusätzlich wurden 20 Mahalle von Izmir zur neuen (Kreis-)Stadt Buca zusammengefasst.
(Bis) Ende 2012 bestand der Landkreis aus der Kreisstadt und den vier Dörfern, die im Zuge der Verwaltungsreform 2013/2014 in Mahalle (Stadtviertel/Ortsteile) umgewandelt wurden. Die 43 Mahalle der Kreisstadt blieben unverändert bestehen. Durch die Herabstufung der Dörfer stieg die Anzahl der Mahalle auf 47. Ihnen steht ein Muhtar als oberster Beamter vor.
Ende 2020 lebten durchschnittlich 10.804 Menschen in jedem Mahalle, die bevölkerungsreichsten davon waren:
- Göksu Mah. (29.416)
- Yıldız Mah. (25.585)
- Yenigün Mah. (21.147)
- Fırat Mah. (20.903)
- Kozağaç Mah. (20.789)
- Çamlıkule Mah. (20.638)
- Efeler Mah. (20.358)
- Mustafa Kemal Mah. (19.983)

- Buca Koop Mah. (19.911)
- İnönü Mah.	(19.152)
- Yeşilbağlar Mah. (18.938)
- Atatürk Mah. (17.279)
- Yaylacık Mah. (16.911)
- Adatepe Mah. (16.690)
- Ufuk Mah. (16.298)
- Kuruçeşme Mah. (15.205)
- Barış Mah. (14.610)
- Hürriyet Mah. (14.506)
- Yiğitler Mah. (14.452)
- Menderes Mah. (13.131)
- Çamlıpınar Mah. (11.692)
- Akıncılar Mah. (11.461)
- İnkılap Mah. (10.001)

Buca ist der einwohnerstärkste Stadtbezirk von Izmir. Die Bevölkerungsdichte ist fast achtmal höhe als der Provinzdurchschnitt (von 370 Einw. je km²).
In Buca liegt der Campus der Universität des 9. Septembers. Im Stadtviertel Şirinyer im Westen der Stadt gibt es an der Koşuyolu Caddesi eine Pferderennbahn, im Norden den Yedigöller-Park. In Buca war bis zum Brand von Izmir 1922 das Zentrum der levantinischen Bevölkerung Izmirs.

## Persönlichkeiten
Die Politiker Işılay Saygın und Ahmet Piriştina wurden in Buca geboren.